# Alessandra Marchioro
Alessandra Christine Harrison Marchioro (Curitiba,  13 de maio de 1993) é uma nadadora brasileira, especializada em provas do nado livre.

## Biografia
Nos Jogos Sul-Americanos de 2010, realizados em Medellín, Colombia, ela ganhou uma medalha de ouro no revezamento 4x100m livres  e uma medalha de prata nos 50m peito.
Nos Jogos Olímpicos da Juventude de 2010, em Singapura, ela terminou em 4º lugar nos 50m livres e nos 50m peito, e 5º lugar nos 100m livre.
Chegou perto de se qualificar para as Olimpíadas de Londres 2012. Não alcançou o índice olimpíco na prova dos 50m livres por apenas 16 centésimos de segundo.
No Campeonato Mundial de Natação em Piscina Curta de 2012, em Istambul, Turquia, ela terminou em 6º lugar nos 4x100m livres, 13º nos 100m livres e 20º nos 50m livres.
No Campeonato Mundial de Esportes Aquáticos de 2013, em Barcelona, ela se classificou para nadar três provas. Na prova dos 4x100m livres, Marchioro bateu o recorde Sul-Americano com o tempo de 3m41s05, junto com Larissa Oliveira, Graciele Herrmann e Daynara de Paula. O time brasileiro terminou em 11º lugar. Ela também terminou em 24º nos 50m livres , e 32º nos 100m livres.
Nos Jogos Sul-Americanos de 2014, realizados em Santiago, Chile, ela ganhou uma medalha de ouro no revezamento 4x100m livres  e uma medalha de prata nos 50m livres.
No Campeonato Pan-Pacífico de Natação de 2014, realizado em Gold Coast, Austrália, ela terminou em 5º lugar nos 4x100m livres, junto com Graciele Herrmann, Etiene Medeiros e Daynara de Paula, e 11º nos 50m livres.
No Campeonato Sul-Americano de Esportes Aquáticos de 2014, em Mar del Plata, Argentina, ela obteve a medalha de prata na prova dos 50m livres.
No Campeonato Mundial de Natação em Piscina Curta de 2014 realizado em Doha, Qatar, Alessandra conquistou uma medalha de bronze no revezamento 4x50m livre misto, por participar das eliminatórias da prova (Pelo regulamento da Federação Internacional de Natação, os reservas não sobem ao pódio, mas ganham as medalhas). Ela também terminou em 7º lugar nos 4x100m livres femininos (com o tempo de 3:33.93, recorde Sul-Americano), e 8º nos 4x50m livres femininos (com o tempo de 1:38.78, recorde Sul-Americano), ambos os revezamentos formados por Marchioro, Daiane Oliveira, Larissa Oliveira e Daynara de Paula; e terminou em 21º lugar nos 100m livres Marchioro também nadou as eliminatórias do revezamento 4x50m medley feminino do Brasil, onde obteve o tempo de 1m47s20, recorde sul-americano.

## Recordes
Alessandra é a atual detentora, ou ex-detentora, dos seguintes recordes:
Piscina Olímpica (50 metros)
- Recordista Sul-Americana dos 4x100m livres: 3m41s05, obtidos em 28 de julho de 2013, junto com Graciele Herrmann, Daynara de Paula e Larissa Oliveira

Piscina Semi-Olímpica (25 metros)
- Recordista Sul-Americana dos 4x50m livres: 1m38s78, obtidos em 7 de dezembro de 2014, junto com Daiane Oliveira, Daynara de Paula e Larissa Oliveira
- Recordista Sul-Americana dos 4x100m livres: 3m33s93, obtidos em 5 de dezembro de 2014, junto com Daiane Oliveira, Daynara de Paula e Larissa Oliveira